# John Phillips (geólogo)
John Phillips (Marden, Wiltshire, 25 de dezembro de 1800 — Oxford, 24 de abril de 1874) foi um geólogo e naturalista britânico.

## Biografia
Seu pai era descendente de uma antiga família do País de Gales que se instalou na Inglaterra, onde casou-se com a irmã de William Smith. Seus pais morreram na sua infância e ele foi adotado pelo seu tio. Após o término dos seus estudos acompanhou seu tio nas suas viagens para a criação de mapas geológicos e, na primavera de 1824, vai junto com ele a York, onde seu tio dá cursos de geologia. Lá, Phillips aceita o compromisso de organizar os museus das principais cidades do Condado de Yorkshire , e proferir conferências sobre as suas coleções. Instala-se em York, e é nomeado curador e secretário da "Sociedade de filosofia de Yorkshire".
Em 1831, a Associação Britânica para o Avanço da Ciência é fundada em York e Phillips é um dos que organizam o seu funcionamento. Em 1832, torna-se secretário da instituição, posto que ocupa até 1859.
Em 1834 foi eleito membro da Royal Society e, em 1845, foi laureado com a Medalha Wollaston da Sociedade Geológica de Londres. Em 1840 deixou o seu posto no museu de York e, no mesmo ano, integrou a equipe dirigida por Henry De la Beche para efetuar um levantamento geológico da Grã-Bretanha. Estudou o paleozóico do condado de Devon, da Cornualha e do oeste de Somerset, que descreve nas suas memórias em 1841. Em 1844 tornou-se professor de geologia no Faculdade Trinity de Dublin.
Nove anos mais tarde, com a morte Hugh Edwin Strickland, assistente de William Buckland na Universidade de Oxford, Phillips assume o seu posto. Posteriormente, ocupa o posto de Buckland até o final de sua vida. Durante este tempo desempenha um papel importante na fundação do Museu de Oxford. Torna-se também curador do "Museu Ashmolean" de 1854 a 1870. Em 23 de abril de 1874, em Oxford, após o jantar, sofre uma queda e morre no dia seguinte.
Phillips também efetuou observações astronômicas do planeta Marte durante a oposição de 1862. Uma cratera na Lua e uma de Marte levam o seu nome.

## Publicações
Entre a sua primeira publicação, "On the Direction of the Diluvial Currents in Yorkshire" (1827), até os últimos dias de sua vida, Phillips contribuiu para a literatura científica em várias revistas: "the Philosophical Magazine", "the Journal of the Geological Society", "the Geological Magazine" entre outras. Publicou também separadamente numerosos trabalhos, sendo os mais notáveis: 
- "Illustrations of the Geology of Yorkshire" (em duas partes, 1829 e 1836)
- "A Treatise on Geology" (1837-1839)
- "Memoirs of William Smith" (1844)
- "The Rivers, Mountains and Sea-Coast of Yorkshire" (1853)
- "Manual of Geology, Practical and Theoretical" (1855)
- "Life on the Earth: its Origin and Succession" (1860)
- "Vesuvius" (1869)
- "Geology of Oxford and the Valley of the Thames" (1871)
- "Monograph of British Belemnitidae" (1865)
- Mapa geológico das Ilhas Britânicas de 1847